# Orzełek australijski
Orzełek australijski (Hieraaetus morphnoides) – gatunek ptaka drapieżnego z rodziny jastrzębiowatych (Accipitridae). Zamieszkuje niemal całą Australię.

## Systematyka
Obecnie nie wyróżnia się podgatunków H. morphnoides. Za jego podgatunek uznawano orzełka nowogwinejskiego (H. weiskei), klasyfikowanego obecnie jako osobny gatunek. Gatunkami spokrewnionymi z orzełkiem australijskim są także orzełek włochaty (H. pennatus) i orzełek plamisty (H. ayresii).

## Morfologia

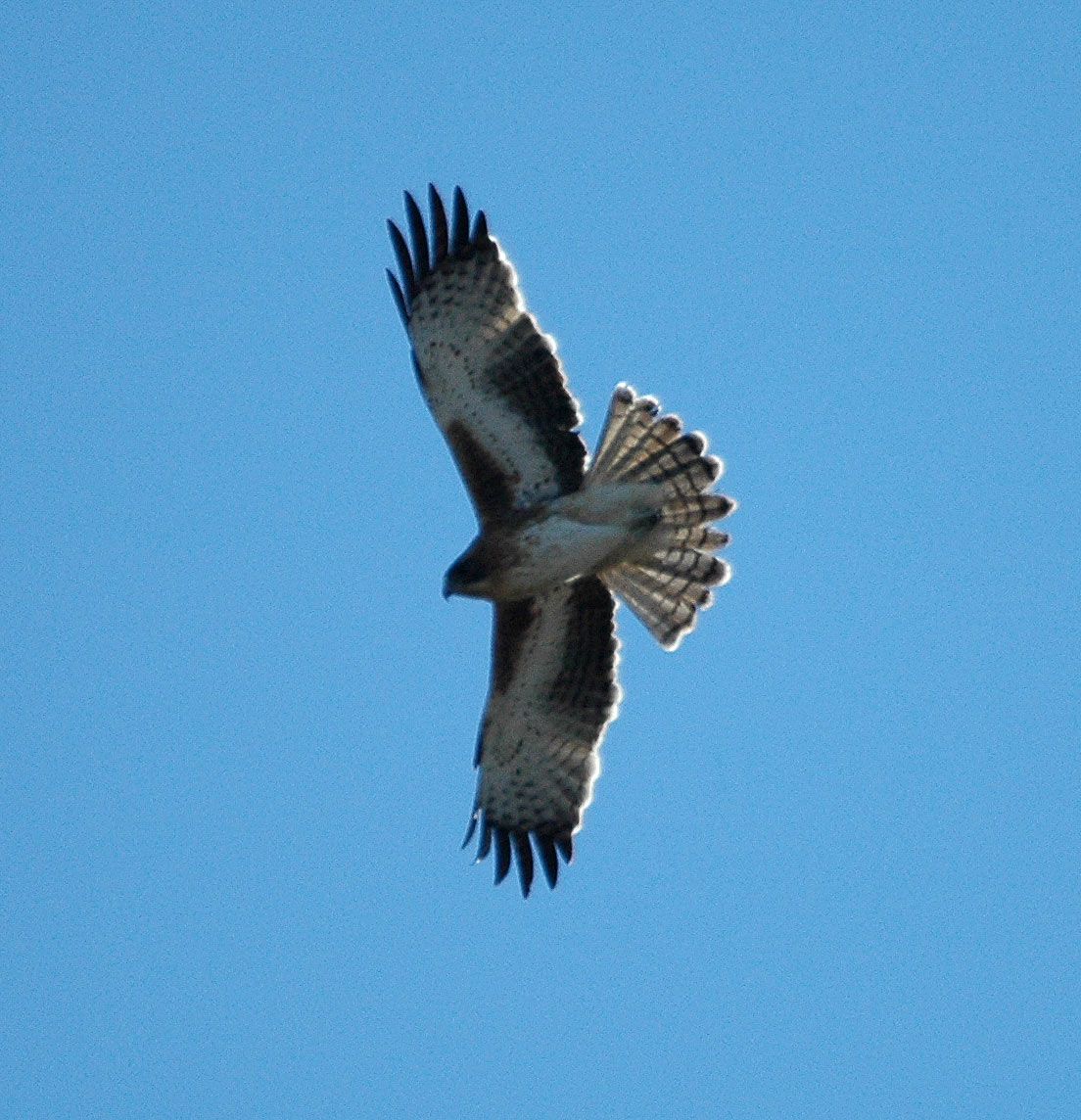
Sylwetka ptaka w locie

Długość ciała 38–55 cm, rozpiętość skrzydeł 101–136 cm. Samce ważą 440–810 g, a samice 745–1250 g.

## Ekologia i zachowanie
Zamieszkuje różnorodne siedliska otwarte i zalesione, np. słabo zalesione pogórza, scrub, sawannę, otwarte lasy czy lasy eukaliptusowe wzdłuż rzek. Nie występuje w gęstych lasach. Spotykany od poziomu morza do 1500 m n.p.m.
Okres lęgowy zależy od szerokości geograficznej, na północy ma miejsce w porze suchej od marca do września (a nawet grudnia), a w centrum i na południu zwykle od sierpnia do października (rzadziej od maja do grudnia). Gniazdo, którego budową zajmują się oboje rodzice, to platforma z patyków wyłożona zielonymi liśćmi i umieszczona na wysokości 5–45 m w rozwidleniu żywego drzewa. Czasami wykorzystywane jest gniazdo innego gatunku ptaków. W zniesieniu zwykle 2 jaja (czasami 1 lub 3). Wysiadywaniem i opieką nad pisklętami zajmuje się głównie samica. Inkubacja trwa 36–40 dni, młode opuszczają gniazdo po 54–66 dniach od wyklucia, ale jeszcze przez około 2 miesiące są zależne od rodziców.
Żywi się małymi ssakami (np. młodymi królikami), ptakami, gadami (głównie jaszczurkami) i dużymi owadami, rzadko padliną czy rybami.

## Status
Międzynarodowa Unia Ochrony Przyrody (IUCN) uznaje orzełka australijskiego za gatunek najmniejszej troski (LC – least concern) nieprzerwanie od 1988 roku. Jego liczebność ocenia się na 10–100 tysięcy dorosłych osobników. Trend liczebności populacji uznaje się za spadkowy.